# Władysław Padacz
Władysław Józef Padacz (ur. 2 marca 1900 w Cianowicach w powiecie olkuskim, zm. 26 marca 1974 w Warszawie) – polski duchowny rzymskokatolicki, doktor prawa kanonicznego, protonotariusz apostolski, prałat honorowy Jego Świątobliwości, poseł na Sejm V kadencji, kawaler Orderu Virtuti Militari.

## Życiorys
W 1918 jako harcerz uczestniczył w rozbrajaniu niemieckich wojsk okupacyjnych. W latach 1918–1920 uczęszczał do szkoły podchorążych. W 1920 zdał maturę w Gimnazjum im. Władysława IV w Warszawie. Walczył ochotniczo w wojnie polsko-bolszewickiej w 32 pułku piechoty i 205 pułku piechoty. W 1924 uzyskał dyplom magistra prawa na Wydziale Prawa Uniwersytetu Warszawskiego. Jako student pełnił m.in. funkcję sekretarza Bratniej Pomocy. Od 1924 uczęszczał do Wyższego Metropolitalnego Seminarium Duchownego w Warszawie. W 1926 na polecenie ks. kardynała Aleksandra Kakowskiego podjął studia teologiczne i prawne na Uniwersytecie „Gregorianum w Rzymie. Uwieńczył je w 1929 doktoratem nt. Zwyczaj w prawie kanonicznym (promotor – ks. prof. Felice Maria Cappello). W 1928 pobierał studia uzupełniające w Dijon, w 1930 – w Monachium. Nostryfikował dyplom w 1936 na Wydziale Teologii Katolickiej Uniwersytetu Warszawskiego.
25 września 1927 w katedrze św. Jana w Warszawie przyjął święcenia kapłańskie z rąk biskupa polowego WP Stanisława Galla. W 1929 założył pismo Prąd, którego publicystą był do 1939. Od 1932 był prezesem Związku Księży Abstynentów, od 1936 przewodniczącym Katolickiego Związku Abstynentów Okręgu Warszawskiego. Od 1931 pełnił funkcję dyrektora Niższego Seminarium Duchownego, od 1934 wykładał też w Wyższym Metropolitalnym Seminarium Duchownym w Warszawie. Był asystentem kościelnym Katolickiego Stowarzyszenia Mężów Archidiecezji Warszawskiej. Przewodniczył Komitetowi Wykonawczemu I Międzynarodowego Katolickiego Kongresu Przeciwalkoholowego, który odbył się w Warszawie w 1937. Sprawował mandat posła V kadencji z okręgu nr 1 (Warszawa). Pracował w komisjach: prawniczej, oświatowej i wojskowej.
Od 1938 w stopniu kapitana był kapelanem naczelnym Legii Akademickiej. W sierpniu 1939 był kapelanem 1 pułku lotniczego. Po zakończeniu wojny obronnej Polski został internowany wraz z całym pułkiem w Rumunii. Od marca 1940 był kapelanem zmotoryzowanych oddziałów kawaleryjskich 1 Dywizji Grenadierów. Po klęsce Francji przebywał w oflagu XVIIA Edelbach, gdzie prowadził tajne nauczanie. W latach 1945–1946 był kapelanem oddziałów polskich w Clermont-Ferrand, naczelnym kapelanem Centrum Wyszkolenia Wojsk Pancernych i wykładowcą w Szkole Podchorążych Kawalerii Pancernej WP we Włoszech. Od 1946 do 1947 przebywał w Rzymie, gdzie pracował w Rocie Rzymskiej oraz piastował funkcje wicedyrektora Instytutu Polskiego i Polskiego Seminarium Duchownego. W 1946 został harcmistrzem Harcerstwa Polskiego na Wschodzie. 
Od września 1947 do 1952 był rektorem kościoła akademickiego św. Anny w Warszawie. Od 1 sierpnia 1952 był osobistym kapelanem ks. kardynała Stefana Wyszyńskiego. Od 1948 wykładał prawo kanoniczne w Wyższym Metropolitalnym Seminarium Duchownym w Warszawie. Kierował kilkoma referatami warszawskiej Kurii Metropolitalnej. Był oficjałem Sądu Arcybiskupiego, Zasiadał w Komisji Episkopatu Polski ds. Trzeźwości i Zarządzie Głównym Stołecznego Komitetu Antyalkoholowego. Wyróżniony godnościami kanonika Kapituły Warszawskiej (1952), prałata papieskiego (1959) i protonotariusza apostolskiego (1972).
Dzięki jego staraniom 27 sierpnia 1972 doszło do koronacji koronami papieskimi obrazu Matki Bożej z Dzieciątkiem Jezus w jego rodzinnym kościele parafialnym – Matki Bożej Różańcowej w Smardzowicach.
Zmarł 26 marca 1974 podczas obrad Konferencji Episkopatu Polski. Spoczywa na cmentarzu Powązkowskim w Warszawie w grobie kapłanów archidiecezji warszawskiej w kwaterze 153.

## Ordery i odznaczenia
- Krzyż Srebrny Orderu Wojskowego Virtuti Militari (1921)
- Krzyż Walecznych
- Medal Dziesięciolecia Odzyskanej Niepodległości (1928)
- Croix de guerre
- Order Korony Włoch

## Ważniejsze publikacje
- Mowy sejmowe (wydawnictwo Przeglądu Katolickiego, Warszawa, 1939)
- Polskie ustawodawstwo przeciwalkoholowe (seria "Trzeźwość" nr 2, Krajowa Centrala "Caritas", Kraków, 1949)
- Zawarcie małżeństwa między nieobecnymi w rozwoju prawno-historycznym (Wydawnictwo Sióstr Loretanek- Benedyktynek, Warszawa, 1950)
- Diecezjalny trybunał beatyfikacyjny (Pallotinum, Poznań, 1964)
- Z polskiej gleby (Wydawnictwo Apostolstwa Modlitwy, Warszawa, 1972)